# Trợ giúp pháp lý
Trợ giúp pháp lý (hay còn gọi là Bảo trợ tư pháp) là việc cung cấp dịch vụ pháp lý miễn phí cho một số đối tượng không có khả năng tài chính để tiếp cận các dịch vụ pháp lý có thu phí, giúp họ bảo vệ quyền, lợi ích hợp pháp của mình. Đối tượng được hưởng trợ giúp pháp lý thường là người nghèo và các đối tượng yếu thế khác.

## Việt Nam
Ở Việt Nam, hệ thống các cơ quan trợ giúp pháp lý được thành lập từ năm 1997 theo Quyết định số 734/QĐ-TTg ngày 06 tháng 9 năm 1997 của Thủ tướng Chính phủViệt Nam.
Luật Trợ giúp pháp lý đã được Quốc hội nước Cộng hòa xã hội chủ nghĩa Việt Nam khóa XI, kỳ họp thứ 9 thông qua ngày 29 tháng 6 năm 2006. Người được trợ giúp pháp lý theo Luật này bao gồm:
- Người nghèo.
- Người có công với cách mạng.
- Người già cô đơn, người tàn tật và trẻ em không nơi nương tựa.
- Người dân tộc thiểu số thường trú ở vùng có điều kiện kinh tế - xã hội đặc biệt khó khăn.

Người thực hiện trợ giúp pháp lý được gọi là Trợ giúp viên pháp lý.